# 密月 -Secret Moon-
『密月 -Secret Moon-』（ミツヅキ シークレットムーン）は、2002年12月6日にCROSSNETのブランド・EVE（イヴ）より発売されたPC用18禁アダルトゲーム。

## あらすじ
吸血鬼の貴族グウィンは、ある事情で古城に引っ越した際、その城の一室で前の領主の"遊具"であった、"壊れた少女"を発見した。
彼女に興味を抱いたグウィンは、彼女を自分好みの道具にしようと企んだ。

## 登場人物

### 主人公
グウィン
声 - 未公開
ウエスラー公爵家の次期当主である吸血鬼。長い時間を生きてきたため、退屈しのぎと称して赴任先で殺戮を行っている。

### ヒロイン
セレスティア
声 - 岩田由貴
グウィンの引っ越し先で見つかった"壊れた少女"。前の領主が吸血鬼へ服従させるべく洗礼を受けさせたため、主の命令には絶対的に従う。グウィンのことをマスターと呼ぶが、未だに前の主のことを忘れられずにいる。
ミリル・グランヴェル
声 - 木村あやか
ウエスラー公爵家と関係のある大貴族の娘で、良好な関係を保ちたいと考えた実父により、公爵家に差し出された。
幼いころから甘やかされて育ったため、かわいらしい見た目に反してわがままな人物。
シルヴィア・ミュリエル
声 - 細田なな
病弱で人見知りの少女。
レジーナ・ヴェスタ
声 - 海原エレナ
街の教会の修道女。笑顔の絶えない日々を送ることが幸せと考えており、町の人々の幸せのために布教に励んでいる。
ホリン
声 - みすみ
町のはずれにある家に住むエルフ。
ヴァネッサ
声 - 白井綾乃
グウィンの元を訪れる女吸血鬼。性に貪欲で男の精を吸い尽くすのが楽しみであるため、グウィン以外の男性とも関係を結んでいる。

### その他
エノク・ミトロア＝ラヴレス
声 - Sinji
中央の大教会から派遣された神父で、グウィンとも因縁がある。

## スタッフ
- 原画 - 依代智行
- シナリオ - MILLION-FACE
- 音楽 - 谷上純三（CUBE）
- 主題歌「密月 -SECRET MOON-」
  - 作詞・作曲 - 谷上純三、歌 - 河原優子